# Sphecodes kristenseni
Sphecodes kristenseni är en biart som beskrevs av Meyer 1919. Sphecodes kristenseni ingår i släktet blodbin, och familjen vägbin. Inga underarter finns listade i Catalogue of Life.